# 徳島県道150号佐古停車場線
徳島県道150号佐古停車場線（とくしまけんどう150ごう さこていしゃじょうせん）は、徳島県徳島市を通る一般県道である。

## 概要

### 路線データ
- 起点：徳島県徳島市佐古二番町（JR四国徳島線・高徳線 佐古駅）
- 終点：徳島県徳島市佐古二番町（佐古二番町交差点、国道192号交点）
- 距離：0.291 km[1]

## 歴史
- 1959年（昭和34年）1月31日 - 徳島県道29号佐古停車場線として認定。
- 1972年（昭和47年）3月10日 - 徳島県道150号佐古停車場線として認定。

## 地理

### 通過する自治体
- 徳島県
  - 徳島市

### 交差する道路
| 交差する道路             | 交差する場所 | 交差する場所            |
| ------------------------ | ------------ | ----------------------- |
| 国道192号 国道318号 重複 | 佐古二番町   | 佐古二番町交差点 / 終点 |

### 沿線
- JR四国徳島線・高徳線 佐古駅